# Javier Mazzoni
Javier Gustavo Mazzoni (Buenos Aires, 4 de febrer de 1972) és un exfutbolista argentí, que ocupava la posició de davanter.

## Trajectòria
S'inicià a principis dels 90 al Dock Sud, un modest equip bonaerenc. Ací destaca i el 1994 és captat per l'Independiente de Avellaneda, amb qui guanya al Clausura d'eixe any, tot i que queda relegat per figures com Rambert o Usuriaga. Quan aquests van migrar, Mazzoni va esdevindre titular i va guanyar la Supercopa de 1995.
Romandria al seu país fins a 1997 quan dona el salt a Europa, al Nantes francés, seguit del Lausanne suís, on roman dues temporades. L'any 2000 fitxa pel Racing de Santander de la competició espanyola, equip en el qual faria palesa de la seua empremta golejadora, tot i que a les postres baixarien de categoria.
Després d'una anada i tornada al Figueirense brasiler, fitxa pel Polideportivo Ejido la temporada 02/03, però amb prou feines té oportunitats, i retorna al seu país, a l'Olimpo de Bahía Blanca. A l'any següent marxa a l'Arsenal de Sarandí, on hi era el seu ex company d'Independiente Burruchaga.
El 2005 va militar breument al Montevideo Wanderers, i després al Tigre, on va penjar les botes el 2007.